# Mary Howard
Mary Howard (eigentlich Mary Rogers; * 18. Mai 1913 in Independence, Kansas; † 6. Juni 2009 in Manhattan, New York City) war eine US-amerikanische Schauspielerin.

## Leben
Mary Rogers war die Tochter des berühmten Komikers Will Rogers. Sie begann ihre Karriere unter ihrem Geburtsnamen; zusammen mit ihren Zwillingsschwestern gehörte sie zu den Ziegfeld Follies; an der Seite von Bert Lahr spielte sie am Broadway. Anschließend erhielt sie einen Vertrag bei MGM und spielte bis 1942 dreißig Rollen, unter anderem in Abe Lincoln in Illinois. Während des Zweiten Weltkrieges war sie Teil der Betreuung für verwundete Soldaten.
1945 heiratete sie den Produzenten Alfred de Liagre junior und zog sich aus dem aktiven Geschäft zurück. Später stand sie in mehreren Ehrenämtern wohltätigen Organisationen zur Seite.

## Filmografie
- 1933: Die Schule der Liebe (My Weakness)
- 1935: Hit-and-Run Driver (Kurzfilm)
- 1936: Der große Ziegfeld (The Great Ziegfeld)
- 1937: Torture Money (Kurzfilm)
- 1937: Dangerous Number
- 1937: Bars and Stripes (Kurzfilm)
- 1937: Song of Revolt (Kurzfilm)
- 1937: Der Arzt und die Frauen (Between Two Women)
- 1937: All Over Town
- 1938: Man-Proof
- 1938: What Do You Think? (Kurzfilm)
- 1938: Drei Männer im Paradies (Paradise for Three)
- 1938: The Face Behind the Mask (Kurzfilm)
- 1938: Der Testpilot (Test Pilot)
- 1938: That Mothers Might Live (Kurzfilm)
- 1938: Hold That Kiss
- 1938: Mord, wie er im Buche steht (Fast Company)
- 1938: Marie-Antoinette
- 1938: Love Finds Andy Hardy
- 1938: Engel aus zweiter Hand (The Shopworn Angel)
- 1938: Sweethearts
- 1939: Four Girls in White
- 1939: Love on Tap (Kurzfilm)
- 1939: Somewhat Secret (Kurzfilm)
- 1939: Nurse Edith Cavell
- 1940: Abe Lincoln in Illinois
- 1941: The Wild Man of Borneo
- 1941: Der letzte Bandit (Billy the Kid)
- 1941: Riders of the Purple Sage
- 1941: In den Sümpfen (Swamp Water)
- 1942: Who Is Hope Schuyler?
- 1942: Thru Different Eyes
- 1942: The Loves of Edgar Allan Poe